# Parònim
|  | No s'ha de confondre amb Patrònim. |

Els parònims són paraules que es pronuncien o s’escriuen de manera similar però que tenen significats lèxics diferents. Dos mots parònims s'assemblen molt en la forma o el significant, de manera que es poden confondre o donar peu a jocs de paraules, encara que els seus significats siguin ben diferents. Usar parònims és un recurs freqüent en literatura (especialment amb intenció burlesca) i en la publicitat, per remarcar el nom de la marca o producte que s'anuncia. La relació semàntica que es crea entre dos mots parònims rep el nom de «paronímia».
Els parònims contrasten amb els homònims, que són paraules amb un significat diferent que tenen la mateixa pronunciació o grafia, fins al punt que els parònims han estat anomenats de vegades falsos homònims, per la proximitat amb aquest fenomen.

## Exemples
El terme parònim també pot referir-se a paraules derivades de la mateixa arrel, és a dir, paraules afins o cognats
- abans / avanç
- abraçar / abrasar
- addicció / adició / addició
- afecte / efecte
- adjuntar / ajuntar
- al·ludir / eludir
- amprar / emprar
- anular / anul·lar
- àvid / hàbit
- baga / vaga
- beix / peix
- bisó / visó
- bloc / blog
- boga / voga
- bòlid / bòlit
- caneló / canaló
- canó / canyó
- ceba / seva
- cervell / servei
- cigne / signe
- comte / compte / conte
- comtessa / contesa
- consegüent / conseqüent
- cub / cup
- dada / data
- darrera / darrere
- dependent / depenent
- despendre / desprendre
- després / desprès
- embassar / envasar
- espacial / especial
- espècia / espècie
- espiar / expiar
- falç / fals
- flagrant / fragant
- follet / fullet
- hindi / indi
- hostatge / ostatge
- mac / mag
- mànega / màniga
- medecina / medicina
- muscle / musclo
- orde / ordre
- previsió / provisió
- probable / provable
- quan / quant
- rec / reg
- real / reial
- rosa / rossa
- sanglot / singlot
- taló / teló
- tassa / taxa
- tràfec / tràfic
- trametre / transmetre
- velar / vetlar o vetllar
- venda / venta
- vespra / vespre
- vila / vil·la